# Qualité de vie
 (juin 2008).
Si vous disposez d'ouvrages ou d'articles de référence ou si vous connaissez des sites web de qualité traitant du thème abordé ici, merci de compléter l'article en donnant les références utiles à sa vérifiabilité et en les liant à la section « Notes et références ».
La qualité de vie d’une population est un enjeu majeur en sciences économiques et en science politique. On utilise les notions proches d’utilité et de bien-être. Elle est mesurée par de nombreux indicateurs socio-économiques (l’indice de développement humain (IDH) par exemple). Elle dépend dans une large partie de la capacité à acheter des biens et services (notion de pouvoir d'achat), mais aussi des situations dans les domaines de la liberté, de respect des droits de l'homme, de bonheur, de santé, etc.
En psychologie et en médecine, la qualité de vie est le jugement que porte une personne sur divers aspects de son bien-être physique, social et psychologique. Elle peut être évaluée par des tests standardisées.

## Histoire
Les analyses de Qualité de vie (Qv) ont commencé à être développées dans les années 1970, afin de décrire et mesurer l’impact de différents états sur la vie quotidienne des personnes, en prenant en compte l’aspect émotionnel et les fonctions sociales autant que les conditions purement physiques. Dans cette perspective globale, les approches économique, psychosociale et biomédicale de la qualité de vie coexistent.

## Tentatives de définitions
L'Organisation mondiale de la santé définit en 1994 la qualité de la vie comme « la perception qu’a un individu de sa place dans l’existence, dans le contexte de la culture et du système de valeurs dans lesquels il vit, en relation avec ses objectifs, ses attentes, ses normes et ses inquiétudes. Il s’agit d’un large champ conceptuel, englobant de manière complexe la santé physique de la personne, son état psychologique, son niveau d’indépendance, ses relations sociales, ses croyances personnelles et sa relation avec les spécificités de son environnement. »
La globalité de l’approche proposée est un frein à l’élaboration d’une définition consensuelle. La QV est ainsi synonyme de bien-être, santé perceptuelle et satisfaction de vie, selon l’approche qui s’y intéresse. Le flou qui entoure ce concept est systématiquement souligné par les auteurs qui s'y sont intéressés.
Les chercheurs s’accordent tout de même à considérer la qualité de vie comme un concept multidimensionnel (Leplège, 2001 ; Rejesky et Mihalko, 2001) qui se structure le plus souvent autour de quatre dimensions :
| État physique         | autonomie, capacités physiques                                                     |
| Sensations somatiques | symptômes, conséquence des traumatismes ou des procédures thérapeutiques, douleurs |
| État psychologique    | émotivité, anxiété, dépression                                                     |
| Statut social         | relations sociales et rapport à l’environnement familial, amical ou professionnel  |

L’évaluation de la qualité de vie ne peut pas être réduite à celle de la santé. La santé ne suffit pas à expliquer les différences de niveau de qualité de vie. Certains sujets dont le statut fonctionnel et de santé est considéré comme déplorable ont une qualité de vie haute, ou inversement (Métanalyse de Rejesky et Mihalko, 2001).
Le point de vue du patient, celui du professionnel de santé et celui de la société offrent des regards différents sur la qualité de vie. Les préoccupations des personnels soignants et celles des patients ne concordent pas nécessairement (Leplège, 2001).
La mesure de la qualité de vie dans le domaine de la santé s’intéresse à rendre compte du point de vue des intéressés eux-mêmes : c'est une mesure subjective.

## Approche psychologique
Il concerne le jugement que porte un sujet sur sa vie et sur son équilibre psychique. L'OMS en donne une définition qui comporte plusieurs points, à savoir psychologique, physique, social et le bien-être matériel. C'est un concept à utiliser avec précaution car très subjectif : une qualité de vie vécue comme médiocre en Europe pourrait apparaître plus que satisfaisante d'un point de vue des pays les moins avancés.
Si la théorie classique postule que consommation et qualité de la vie sont liées, certaines enquêtes relativisent ce postulat. Selon l'enquête Trend Observer 2008 de l'institut Ipsos, six français sur dix sont d'accord avec l'idée que, pour améliorer la qualité de vie, il faut réduire la consommation.

## Approche médicale: la santé
En ce qui concerne les questions de santé, l'enjeu consiste à constituer un indicateur subjectif de santé.

### Mesure
Il existe dans cette approche deux grandes classes de tests de mesure de la qualité de vie :
- les instruments spécifiques sont centrés sur une pathologie ou un public particulier
- les instruments génériques sont utilisés dans le cas de pathologies variées et évaluent de façon assez globale l’état de santé, le fonctionnement psychologique et l’environnement social du sujet.

Les cotations de type index ou profil rendent respectivement compte d’une vision globale ou analytique de la qualité de vie. Les index produisent un score global, tandis que les profils fournissent un score pour chacune des dimensions explorées de la qualité de vie, sans les combiner en un score unique.
Il existe 7 échelles validées en français parmi les indicateurs génériques de qualité de vie :
- ISPN ou NHP : indicateur de santé perceptuelle de Nottingham ou Nottingham Health Profile
- QWB : quality of well being
- SIP : sickness impact profile
- Profil de santé de Duke
- EuroQol
- PQVS
- SF-36[4]

## Approche sociale

### Définition
Sous l'angle social, la qualité de vie est une notion qu'il est possible de tenter de définir :
- Avoir une occupation qui procure une autonomie financière suffisante sans être aliénante;
- Vivre dans un environnement qui favorise le développement harmonieux de sa personnalité.

Cette notion en comprend d'autres telles que :
- Le niveau de vie (approche économique)
- Le style ou mode de vie (approche économique et sociale)

### Entrée du concept dans le champ politique
La mesure du bien-être concerne à la fois les secteurs de l'économie environnementale et les divers mouvements de justice sociale. C'est un concept associé aux partis verts dans certains pays. Il cherche à établir une mesure des bénéfices et des pertes de bien-être relatifs aux aspects environnementaux et sociaux.
Aux États-Unis, ces mesures sont souvent associées à la proposition d'amendement de la septième génération (amendement à la constitution américaine) et au Canada à l'Acte de Mesure du Bien-Être présenté par Mike Nickerson du Parti Vert de l'Ontario et par Joe Jordan, un député du Parti libéral du Canada de Leeds-Grenville, (Ontario). Ces actes font explicitement référence à un standard de la septième génération pour juger l'action gouvernementale à grande échelle.
Quoiqu'aucune loi imposant de respecter une mesure du bien-être n'a encore été adoptée, un mouvement populaire grandissant pousse en leur faveur, en particulier dans le contexte de l'ALENA. Cela pourrait remettre en question certaines hypothèses de base concernant l'inflation et la masse monétaire.
Les négociations préliminaires sur l'accord de l'ALENA pour adopter le dollar US comme devise commune (aussi bien au Canada qu'au Mexique) ont été singulièrement compliquées par des propositions de s'appuyer a priori sur le besoin de mesurer le bien-être (un sujet qui reste très nouveau). Les actions dans ce sens du Congrès Travailliste Canadien, du Parti vert américain, du Parti vert de l'Ontario ou du Parti vert du Canada sont probablement motivées principalement par le souhait de ralentir ou empêcher l'union monétaire. Néanmoins, il y a un large accord parmi les économistes verts sur le besoin d'un standard commun de mesure du bien-être et, peut-être, de la démocratie biorégionale, dans le but d'assurer la biosécurité en préliminaire à toute union monétaire.